# Młyn węglowy
Młyny węglowe – młyny stosowane są w energetyce przy eksploatacji kotłów wyposażonych w palniki, w których węgiel spalany jest w postaci pyłu węglowego.
Podział młynów węglowych. 
- młyny szybkobieżne (n = 400–1500 obr./min)
  - młyny bijakowe
  - młyny wentylatorowe
- młyny średniobieżne (n = 30–150 obr./min)
  - młyny pierścieniowo-kulowe
  - młyny misowo-rolkowe
  - młyny talerzowo-rolkowe
  - młyny walcowe
- młyny wolnoobrotowe (n = 15–30 obr./min)
  - młyny bębnowo-kulowe

## Młyny szybkobieżne
Młyny szybkobieżne mielą węgiel uderzając cząstki węgla podczas wpadania do młyna przez kanał zasypowy. Młyn wentylatorowy jest jednocześnie wentylatorem powietrza pierwotnego – łopatki wentylatora wyłożone blachami pancernymi stanowią jednocześnie element mielący. Młyn bijakowy posiada dodatkowo zainstalowane bijaki w postaci młotków przegubowo mocowanych na tarczy. Młyny szybkobieżne przeznaczone są do mielenia węgla brunatnego o ziarnistości 0–30 mm i maksymalnej wilgotności 65%, oraz do węgla kamiennego. Wydajność ich wynosi do 150 Mg/h.

## Młyny średniobieżne
Młyny średniobieżne rozdrabniają węgiel przez miażdżenie pomiędzy pierścieniami i kulami, misą i rolkami lub talerzem i rolkami. 

## Młyny wolnobieżne
Młyny wolnobieżne instaluje się w centralnych młynowniach i w układach z pośrednim zasobnikiem pyłu. Ich podstawową zaletą jest niewielka moc potrzebna do napędzania – młyn taki może pracować w dolinie nocnej a w szczycie jest odstawiany.

## Analiza techniczno-ekonomiczna
Dla kotłów energetycznych o dużym czasie użytkowania (powyżej 6000 h/rok) do przemiału węgli kamiennych najbardziej przydatne są młyny średniobieżne pracujące w układach indywidualnych. Dla kotłów szczytowych o małym czasie użytkowania najbardziej ekonomiczne jest rozwiązanie z wentylatorowymi młynami szybkobieżnymi.
źródło: dr inż. Andrzej Walewski KOTŁY PAROWE I SIŁOWNIE CIEPLNE, Gliwice 2000 (Politechnika Śląska)